# 诺沃 (佐洛州)
诺沃，是匈牙利佐洛州所辖的一个村，总面积39.29平方公里，总人口852，人口密度21.7人/平方公里（2010年1月1日）。